# Гёйнюк
Гёйнюк (тур. Göynük) — курортный посёлок на берегу Средиземного моря в районе Кемера, в турецкой провинции Анталья.

## Расположение
Гёйнюк находится в 45 км к югу от аэропорта Анталии и в 7 км от Кемера. Горы Тавра вокруг Гёйнюка почти вплотную подходят к морю и образуют ущелья и скалы. Низменности засажены апельсиновыми и гранатовыми деревьями. Гёйнюк можно разделить на две части. В одной ближе к горам расположены жилые кварталы, в другой ближе к морю расположены отели.
На северной оконечности Гёйнюка проходит река, образующая красивый каньон — известный природный памятник, оборудованный для прогулок.

## Климат
Гёйнюк находится в зоне средиземноморского климата, с жарким сухим летом и умеренной дождливой зимой. Средняя температура зимой не опускается ниже отметки +8 °C, пик летней температуры может достигать +40 °C. Средняя температура моря в зимние месяцы составляет около +18 °C, а в летние месяцы — около +27 °C. Наиболее комфортными для отдыха считаются месяцы, начиная с мая по сентябрь, когда в Гёйнюк главенствует жаркая, ясная и безветренная погода с минимальным количеством осадков.

## Достопримечательности
В нескольких километрах к северо-востоку от Гёйнюка в Таврских горах расположен каньон, куда организуются дикие экскурсии. Природа каньона потрясает воображение удивительными скалами, бурным течением реки, нетронутой природой. При входе в каньон Гёйнюк необходимо арендовать гидрокостюм и каску в бюро проката. Работает раздевалка и туалет.

## Галерея

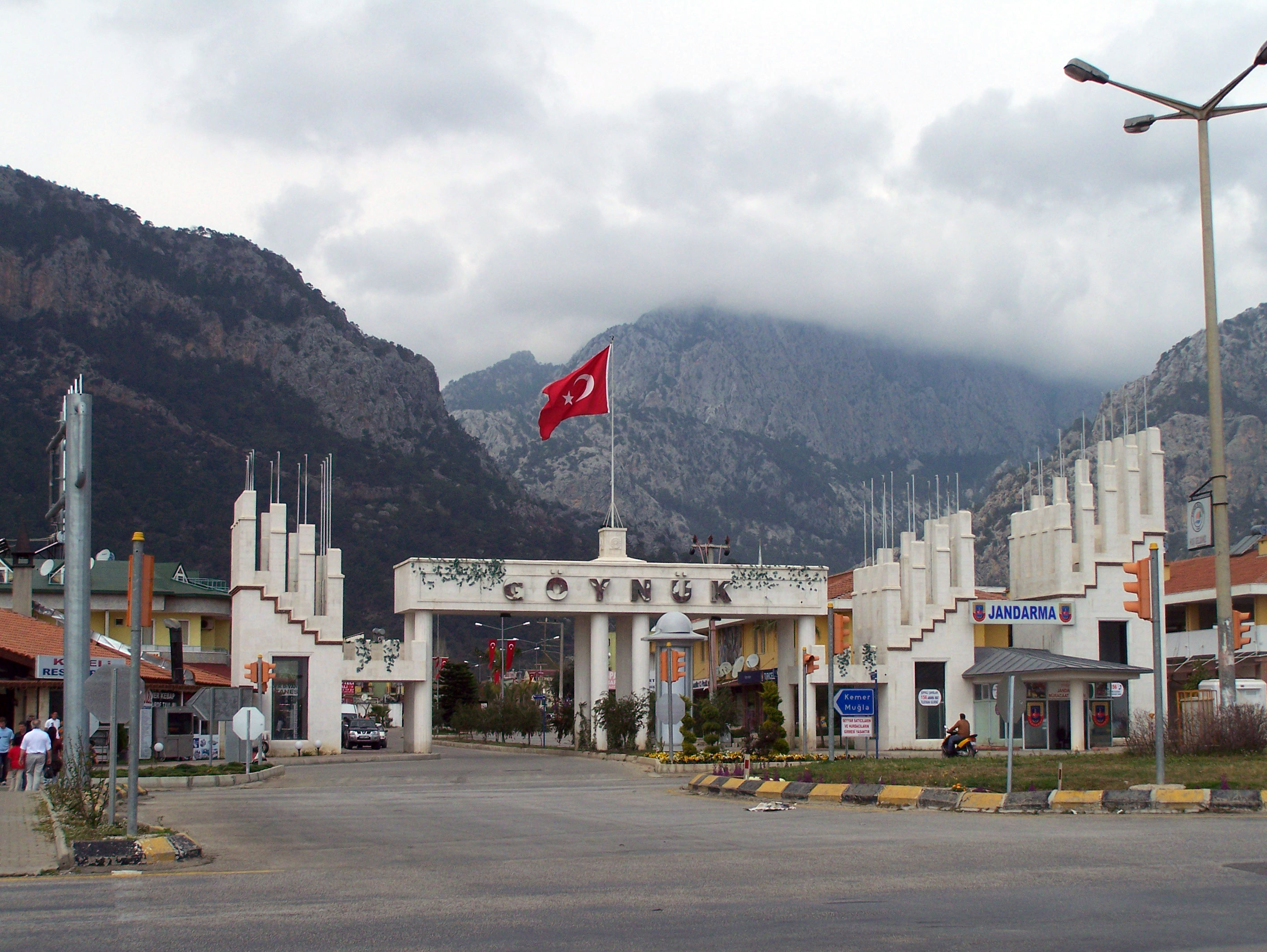
Ворота Гёйнюк
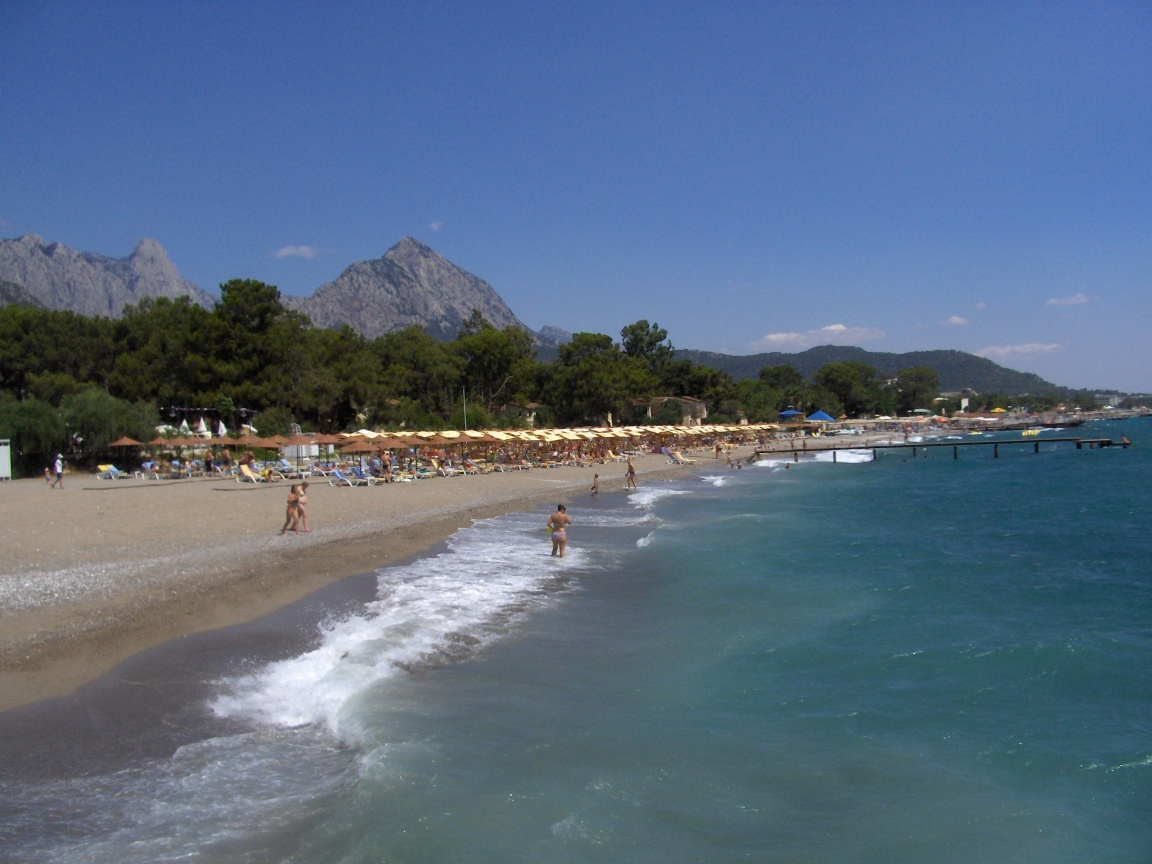
Пляж Гёйнюк
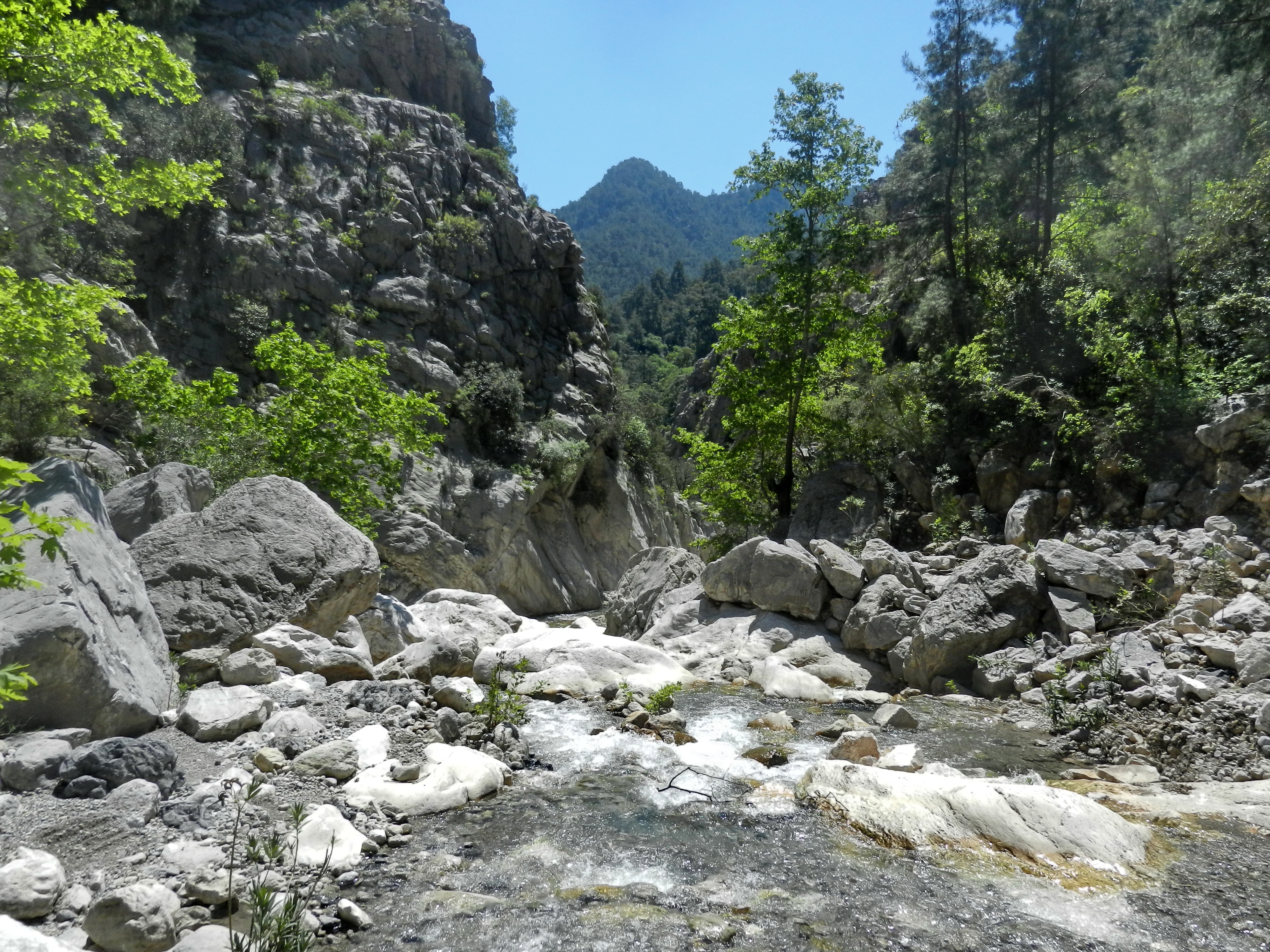
Каньон Гёйнюк